# Relaciones Bolivia-China
Las relaciones Bolivia-China son las relaciones exteriores entre Bolivia y China, correctamente denominada República Popular China. Las relaciones comenzaron oficialmente el 9 de julio de 1985.

## Historia
Desde el establecimiento de relaciones diplomáticas entre China y Bolivia en 1985, las relaciones se han ampliado desde los vínculos económicos y culturales a los militares, el transporte, las infraestructuras, las materias primas, la educación y otras áreas.
Los dos países celebraron el 25 aniversario de las relaciones diplomáticas en Pekín, el 9 de julio de 2010.
En agosto de 2010, China y Bolivia acordaron continuar desarrollando los lazos militares y la cooperación.

## Relaciones bilaterales
El comercio bilateral comenzó a partir de volúmenes muy bajos en aproximadamente $ 4 millones. Esto aumento hasta más de $ 27.76 millones en 2002.
Las exportaciones de China a Bolivia incluyen hardware, maquinaria, bienes industriales ligeros, textiles y necesidades diarias.
Las exportaciones bolivianas a China eran madera y mineral.
China apoyó el establecimiento de la Agencia Espacial Boliviana y el lanzamiento de su primer satélite en 2014 por un costo total de US $ 300 millones. China y también proporciona préstamos, p. De 67 millones de dólares para mejorar la infraestructura en la región de Oruro.
El Banco de Desarrollo de China también ha otorgado un préstamo de 15.000 millones de dólares al gobierno boliviano para desarrollar el depósito de mineral de hierro El Mutun.